# Liste der Kulturdenkmale in Korb (Württemberg)

Wappen von Korb

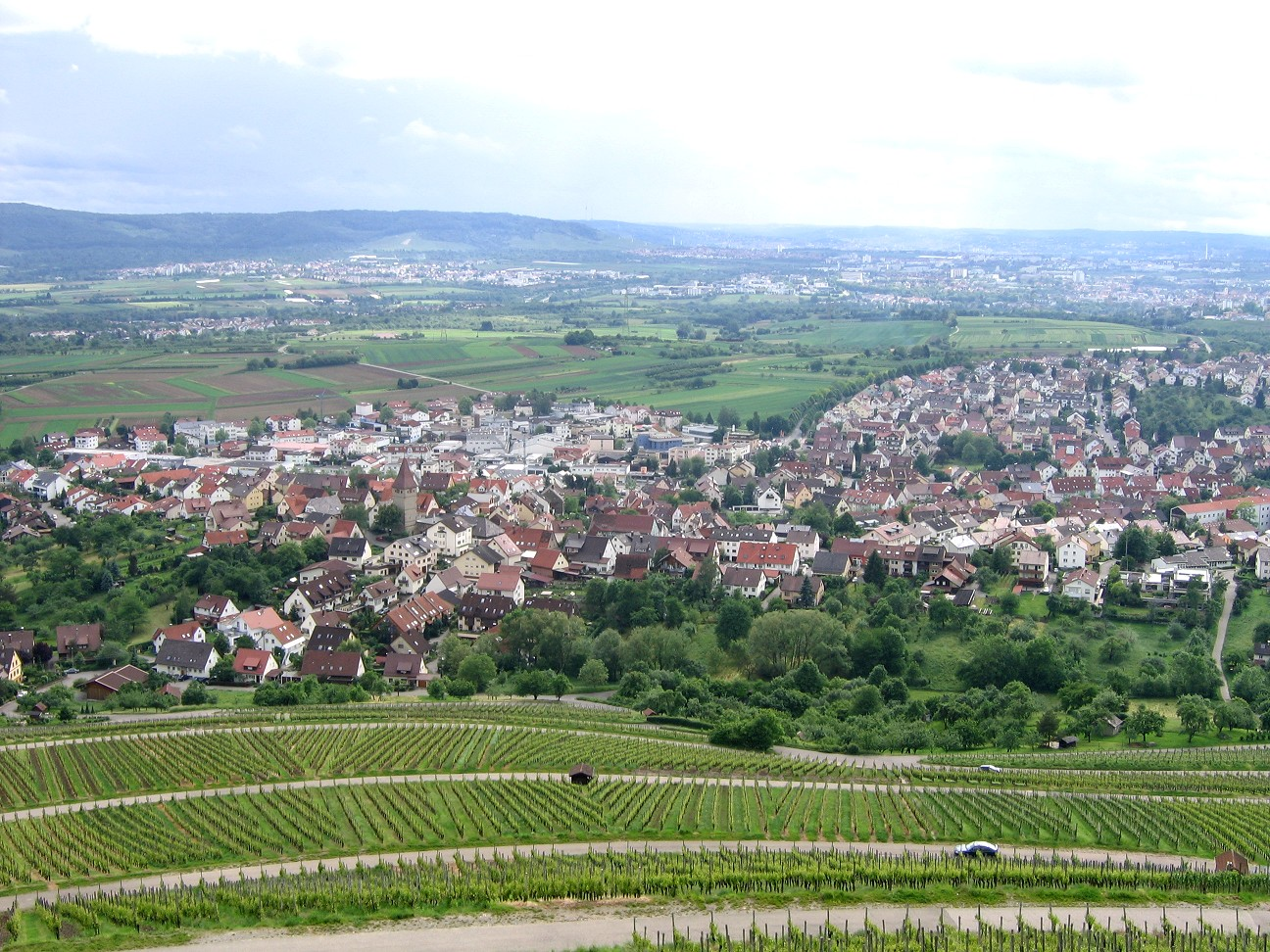
Blick auf Korb

In der Liste der Kulturdenkmale in Korb sind Bau- und Kunstdenkmale der Gemeinde Korb verzeichnet. Die Liste wurde nach dem Flächennutzungsplan 2015 des Planungsverband Unteres Remstal erstellt.
Stand dieser Liste ist der 14. Juni 2004.
Diese Liste ist nicht rechtsverbindlich. Eine rechtsverbindliche Auskunft ist lediglich auf Anfrage bei der Unteren Denkmalschutzbehörde der Gemeinde Korb erhältlich.

## Kulturdenkmale in Korb
| Bild           | Bezeichnung                                    | Lage                                                               | Datierung | Beschreibung | ID |
| -------------- | ---------------------------------------------- | ------------------------------------------------------------------ | --------- | --- | -- |
|                | Bauernhaus mit Methodistenkapelle              | Korb, Beinsteiner Straße 1–3 (Karte)                               |           | Existiert nicht mehr. Geschützt nach § 2 DSchG | BW |
|                | Weingärtnerhaus                                | Korb, Heppacher Str. 2 / Kirchstr. 18 (Karte)                      |           | Geschützt nach § 2 DSchG |    |
|                | Weingärtnerhaus                                | Korb, Kirchstraße 3 (Karte)                                        |           | Geschützt nach § 2 DSchG |    |
|                | Gehöft                                         | Korb, Kirchstraße 7, 9 (Karte)                                     |           | Geschützt nach § 2 DSchG |    |
| Weitere Bilder | Pfarrkirche/Chorturm                           | Korb, Kirchstraße 10 (Karte)                                       |           | Geschützt nach §§ 2 und 28 DSchG |    |
|                | Wirtshausausleger                              | Korb, Lindenstraße 2 (Karte)                                       |           | Geschützt nach § 2 DSchG |    |
|                | Weingärtnerhaus                                | Korb, Pfarrstraße 5 (Karte)                                        |           | Geschützt nach § 2 DSchG |    |
|                | Ehem. Zehntscheuer                             | Korb, Querstraße 15 (Karte)                                        |           | Geschützt nach § 2 DSchG |    |
|                | Wirtshausausleger                              | Korb, J.-F.-Weishaar-Straße 4 (Karte)                              |           | Geschützt nach § 2 DSchG |    |
|                | Ehem. ev. Pfarrhaus                            | Korb, J.-F.-Weishaar-Straße 6 (Karte)                              |           | Geschützt nach § 2 DSchG |    |
|                | Rathaus                                        | Korb, J.-F.-Weishaar-Straße 7 (Karte)                              |           | Geschützt nach § 2 DSchG |    |
|                | Türgewände                                     | Korb, J.-F.-Weishaar-Straße 13 (Karte)                             |           | Geschützt nach § 2 DSchG |    |
|                | Ehem. Bauernhaus                               | Korb, J.-F.-Weishaar-Straße 14 (Karte)                             |           | Geschützt nach § 2 DSchG |    |
|                | Ehem. Bauernhaus                               | Korb, J.-F.-Weishaar-Straße 15 (Karte)                             |           | Geschützt nach § 2 DSchG |    |
|                | Scheune                                        | Korb, J.-F.-Weishaar-Straße 22, 26 (Karte)                         |           | Sowohl die Nr. 22, als auch die Nr. 26, wurden durch Neubauten ersetzt. Geschützt nach § 2 DSchG | BW |
|                | Gehöft                                         | Korb, J.-F.-Weishaar-Straße 27/31, 25 (Karte)                      |           | Geschützt nach § 2 DSchG |    |
|                | Brunnen                                        | Korb, Winnender Straße                                             |           | Geschützt nach § 28 DSchG |    |
|                | Ehem. Bauernhaus                               | Korb, Winnender Straße 23 (Karte)                                  |           | Geschützt nach § 2 DSchG |    |
|                | Wirtshausausleger                              | Korb, Winnender Straße 36 (Karte)                                  |           | Geschützt nach § 2 DSchG |    |
|                | Ehem. Kelter                                   | Korb, Winnender Straße 42 (Karte)                                  |           | Geschützt nach § 28 DSchG |    |
|                | Weinberg-Schutzhäuschen                        | Korb, Flstnr. 2038 vor Rebflurber.                                 |           | Geschützt nach § 2 DSchG |    |
|                | Ehem. Bauernhaus                               | Kleinheppach, Endersbacher Straße 12 (Karte)                       |           | Geschützt nach § 2 DSchG |    |
|                | Gasthaus zum Lamm                              | Kleinheppach, Im Hofacker 2 (Karte)                                |           | Geschützt nach § 2 DSchG |    |
|                | Ev. Kirche                                     | Kleinheppach, Korber Straße 1 (Karte)                              |           | Geschützt nach § 28 DSchG |    |
|                | Ehem. Rat- und Schulhaus                       | Kleinheppach, Vordere Straße 17 (Karte)                            |           | Geschützt nach § 2 DSchG |    |
|                | Brunnen                                        | Kleinheppach, Vordere Straße (bei der Nr. 12)                      |           | Geschützt nach § 2 DSchG |    |
|                | alt- und mittelsteinzeitlicher Fundplatz       | Kleinheppach, Flur Kleinheppacher Kopf                             |           | Nordöstlich oberhalb von Kleinheppach gelegener alt- und mittelsteinzeitlicher Fundplatz. Geschützt nach § 2 DSchG                                                                                          |    |
|                | Portalgewände und Türblatt                     | Steinreinach, Buocher Straße 37 (Karte)                            |           | Geschützt nach § 2 DSchG |    |
|                | Reste der ehem. Wallfahrtskirche St. Wolfgang  | Steinreinach, Buocher Straße 40 / Turmstraße 2                     |           | Zentral im Ort gelegene Reste der ehem. Wallfahrtskirche St. Wolfgang. Geschützt nach § 28 DSchG |    |
|                | abgegangene (Wallfahrts-?)Kapelle St. Wolfgang | Steinreinach, Bereich Buocher Straße 40, Turmstraße 2, Flstnr.1626 |           | Von der 1476 erstmals erwähnten Kapelle sind Turm und Teile des Langhauses auf dem vorgeschobenen Ausläufer einer zwischen Heppach und einem Nebenbach liegenden Anhöhe erhalten. Geschützt nach § 28 DSchG |    |
|                | Kirchturm                                      | Steinreinach, Turmstraße 2 (Karte)                                 |           | Geschützt nach § 2 DSchG |    |
|                | Reste des ehem. Schlößle                       | Steinreinach, Turmstraße 13, 15 (Karte)                            |           | Geschützt nach § 2 DSchG |    |